# Koninklijke Lyra
El Koninklijke Lyra fue un equipo de fútbol de Bélgica de la ciudad de Lier en la provincia de Amberes que alguna vez jugó en la Primera División de Bélgica, primera categoría de fútbol en el país.

## Historia
Fue fundado en el año 1909 en Lier con el nombre de TSV Lyra (Turn-en Sportvereniging Lyra). El nombre Lyra significa Lier en el idioma latín y fue registrado en la Real Asociación Belga de Fútbol con la matrícula nº52.
En 1913 logran el ascenso a la Segunda División de Bélgica por primera vez, y en la temporada 1931-32 logran el ascenso a la Primera División de Bélgica, donde terminaron en el 6.º lugar entre 14 equipos, siendo el mejor resultado de su historia. En 1934 en su 25.º aniversario, el club recibe el título 'real' y pasa a llamarse Koninklijke Maatschappij Lyra, y para 1938 lo cambiaron por el nombre más reciente.
En la temporada 1934-35 llega a la final de Copa, perdiendo por 3-2 contra Daring Club Bruxelles. En total llegó a jugar 13 temporadas en la máxima categoría entre las décadas de los años 30 y 60. A partir de 1960 el club comenzó una era de decadencia, en la cual militaban en la Tercera División de Bélgica. El 12 de abril de 1972 desaparece cuando se fusionan con sus vecinos del K Lierse SK y pasan a llamarse K Lierse SV con el número de matrícula del Lierse (nº30). El 16 de junio de 1972 nace el K Lyra-Lierse Berlaar con la matrícula nº7776 y que actualmente juega en la División 2 de Bélgica.
El club disputó 156 partidos en la Primera División de Bélgica, donde ganaron 42, empataron 39 y perdieron 75, anotaron 244 goles y recibieron 325.

## Refundación
En contraste con las fusiones en el mismo período de clubes en otras ciudades como Kortrijk, Hasselt, Tongeren y Lokeren, algunos leales a Lyra no estuvieron de acuerdo con la fusión con el antiguo rival K Lierse SK. Lyra tuvo que aportar todos los jugadores, equipos y trofeos al Lierse. Esto provocó el resentimiento necesario en el club polideportivo Lyra por lo que decidió el 16 de junio de 1972 fundar un nuevo club de fútbol. Este club, Koninklijke Lyra TSV, recibió de RBFA la matrícula n.º 7776. Dado que el nuevo club no tenía un solo jugador, la RBFA permitió unas semanas para armar una plantilla después del cierre del período de transferencia. Con unos pocos agentes libres (en ese momento eran agentes libres mayores de 35 años), la "nueva" Lyra comenzó en 1972 en la división más baja, la Cuarta Provincial. Volvieron muchos simpatizantes, y aunque Lyra apenas atrajo a unos cientos de espectadores en sus últimas temporadas en Tercera división, en la primera temporada en Cuarta Provincial, de promedio, cerca de 1500 espectadores asistían a los partidos en casa. En última instancia, este nuevo Lyra TSV pudo regresar a los niveles nacionales. El 1 de julio de 2017, Lyra TSV volvió a comprar el número de matrícula anterior, el n.º 52, convirtiéndolo en el primer club en hacerlo.

## Palmarés
- Segunda División de Bélgica: 4

1913/32, 1942/43, 1945/46, 1952/53
- Copa de Bélgica: Finalista 1934/35